# John Graham (médico)
John Graham ( 7 de diciembre de 1805, Dumfriesshire - 7 de agosto de 1839, Clodoch, Perthshire) fue un médico y botánico escocés. Fue superintendente del jardín Botánico de Bombay.

## Honores

### Epónimos
- (Anacardiaceae) Catutsjeron grahamii Kuntze[1]
- (Asclepiadaceae) Schubertia grahamii Decne.[2]
- (Asteraceae) Carduus grahamii Greene[3]
- (Boraginaceae) Ehretia grahamii Randell[4]
- (Brassicaceae) Boechera grahamii (Lehm.) Windham & Al-Shehbaz[5]

## Fuente
- Desmond, R. 1994. Dictionary of British & Irish Botanists & Horticulturists including Plant Collectors, Flower Painters & Garden Designers. Taylor & Francis & The Natural History Museum, Londres.

- La abreviatura «J.Graham» se emplea para indicar a John Graham como autoridad en la descripción y clasificación científica de los vegetales.[6]